# Cătălin Silegeanu
Cătălin Silegeanu (n. 13 mai 1984, Botoșani, România) este un politician român, ales în 2024 senator din partea partidului Alianța pentru Unirea Românilor (AUR). 

## Carieră politică

### Legislatura I (2024–prezent)

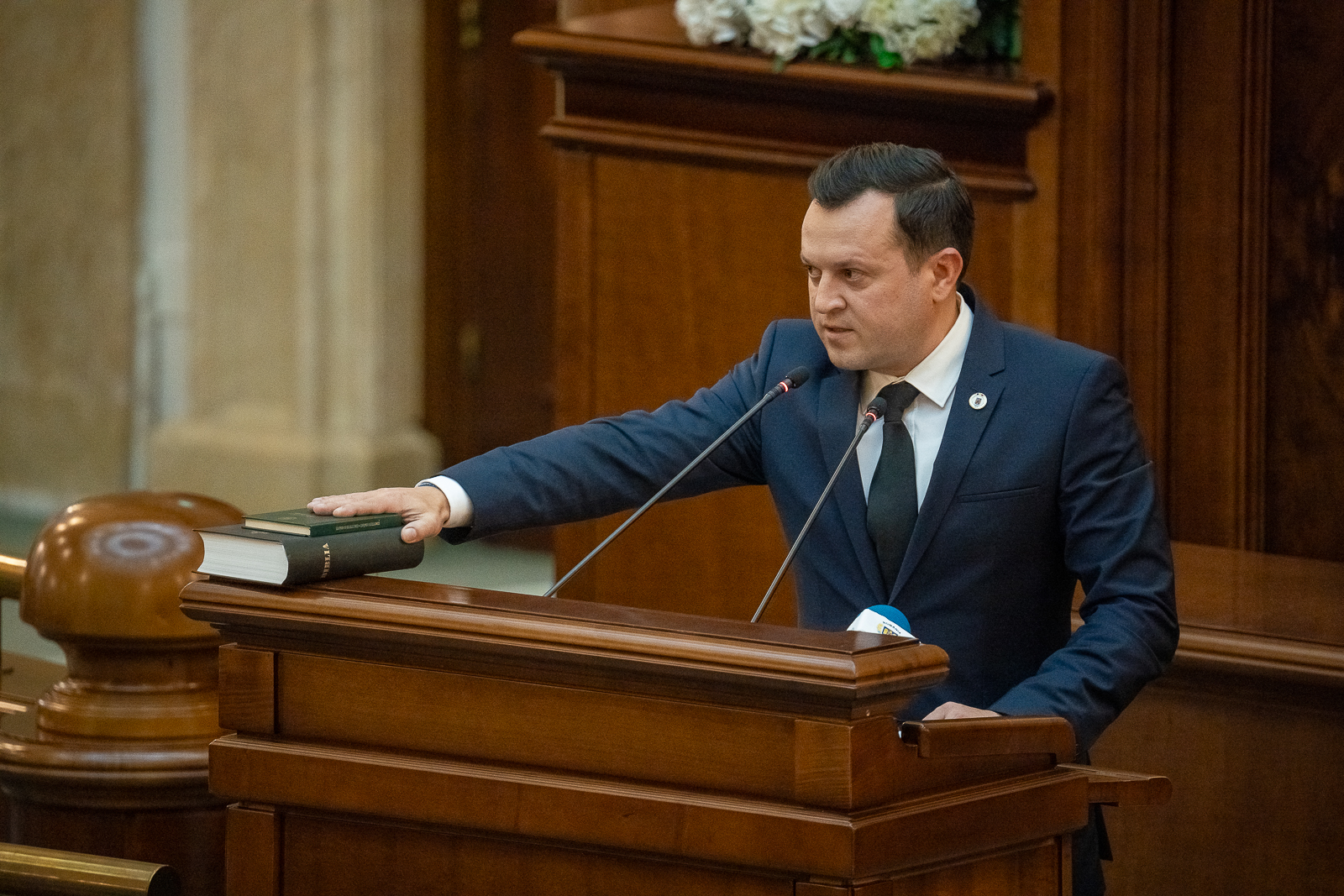
Silegeanu depunând jurământul, 21 decembrie 2024

În urma alegerilor parlamentare din 2024 pe 1 decembrie, Silegeanu a fost ales membru al Senatului României de județul Botoșani, preluând mandatul pe 21 decembrie. În calitate de senator, este membru al grupului parlamentar de prietenie pentru Emiratele Arabe Unite.